# Star Wars episodi VI: El retorn del Jedi
Star Wars Episodi VI: El retorn del Jedi o El retorn del Jedi (títol original en anglès Star Wars Episode VI: Return of the Jedi) és una pel·lícula de ciència-ficció de 1983 que fou dirigida per Richard Marquand, basat en el guió de George Lucas i Lawrence Kasdan i amb Lucas com a productor executiu. Cronològicament és la sisena pel·lícula de la saga Star Wars, la tercera en ser realitzada i la primera a usar THX.
El film es desenvolupa aproximadament un any després dels successos de L'Imperi contraataca. El malvat Imperi Galàctic sota les ordres de l'emperador Palpatine, està construint una segona Estrella de la mort amb l'objectiu d'aplacar l'Aliança Rebel. Mentre Palpatine supervisa els estadis finals de la construcció de l'estació l'Aliança Rebel envia un atac amb la intenció de destruir-la. Mentrestant, Luke Skywalker, un líder rebel i mestre jedi, lluita per treure del costat fosc Darth Vader, el seu pare.
David Lynch i David Cronenberg van ser considerats per dirigir el projecte abans d'escollir a Marquand. L'equip de producció es va basar en l'storyboard de Lucas durant la preproducció. Mentre s'escrivia el guió, Lucas, Kasdan, Marquand i el productor Howard Kazanjian van estar dues setmanes discutint idees per desenvolupar-lo. El rodatge va tenir lloc a Anglaterra, Califòrnia i Arizona del gener al març de 1982; Lucas manejà la segona part de la feina. La producció de la pel·lícula es va realitzar amb gran secret per evitar l'especulació de preus i la van anomenar la Collita blava.
La pel·lícula es va estrenar el 25 de maig de 1983 i rebé critiques generalment positives. Ha tingut uns ingressos de 475 milions de dòlars a tot el món. S'han realitzat diversos vídeos casolans, produccions teatrals i revisions de la pel·lícula des de la seva estrena. És l'última pel·lícula de la trilogia original. La saga Star Wars continua amb L'amenaça fantasma, la primera de la trilogia preqüela. La seqüela, Star Wars episodi VII va ser anunciada el 30 d'octubre de 2012 i es va estrenar el desembre de 2015.

## Argument
| «                   | Fa molt de temps en una galàxia molt, molt llunyana […] Luke Skywalker ha tornat al seu planeta natal, Tatooine amb la intenció de rescatar el seu amic Han Solo de les urpes del vil gàngster Jabba el Hutt […] El que no sap Luke, es que l'Imperi Galàctic ha començat la construcció d'una nova Estrella de la mort en secret, encara més potent i temuda que la primera […] Quan estigui completa, aquesta arma definitiva significarà la perdició per la petita tropa rebel que lluita per restaurar la llibertat a la galàxia... | » |
| — Text introductori | |   |

Sis mesos després de l'ocupació per part de l'Imperi Galàctic de Ciutat Núvol, l'Imperi ha estat treballant en la construcció d'una nova estació espacial encara més poderosa que la temuda Estrella de la mort.
Luke Skywalker viatja junt amb els seus amics al desèrtic planeta Tatooine, en un intent de rescatar Han Solo de les grapes del temut gàngster intergalàctic Jabba el Hutt. En fer-se fosc, a l'interior del palau de Jabba el Hutt, la princesa Leia disfressada d'un caça-recompenses, allibera Solo del seu estat d'hibernació dins del bloc de carbonita, però és descoberta per Jabba i posada sota la seva custòdia passant a ser la seva esclava. Poc temps més tard, Luke arriba per fer una petició final a Jabba per alliberar Solo. Luke és capturat i enviat amb els seus amics al desert per ser executat i consumit per Sarlacc. Amb l'ajuda de R2-D2, Luke recupera el seu sabre làser, esclatant una batalla, en la qual Jabba és assassinat per Leia, i Boba Fett és colpejat per Solo caient dins de Sarlacc. Luke i el seu equip aconsegueixen escapar just abans que la barcassa de Jabba esclati.
Luke torna a Dagobah per completar el seu entrenament Jedi, però Yoda està malalt i li diu que el seu entrenament amb ell ha conclòs. Abans de morir, Yoda li diu a Luke que s'ha d'enfrontar a Darth Vader per completar el seu entrenament, ja que és el seu destí i li confirma que és el seu pare. Yoda també informa a Luke que després de la seva imminent mort ell serà l'últim dels jedi. Més tard, l'esperit d'Obi-Wan Kenobi apareix, i confirma que Vader una vegada va ser Anakin Skywalker, un antic jedi que va ser seduït pel costat fosc de la força. També li revela que la princesa Leia és la seva germana bessona, que van ser separats en néixer i amagats per protegir-los d'Anakin i l'emperador Palpatine.
Mentrestant en el punt de reunió, l'Aliança Rebel prepara una estratègia d'atac contra l'Imperi. Com a part de l'estratègia d'atac, Luke i els seus companys han de dirigir un comando d'assalt sobre la lluna d'Endor per desactivar el generador d'escut que protegeix l'Estrella de la mort. A Endor, hi descobreixen una tribu d'ewoks, unes criatures indígenes natives d'Endor. Amb l'ajuda de C-3PO, aconsegueixen forjar una aliança per combatre junts l'Imperi. Més tard, Luke decideix que el temps d'afrontar el seu destí ha arribat i es prepara per enfrontar-se a Darth Vader.
Abans de marxar li confessa a Leia la veritat sobre ells i Vader, i que pressent encara el bé en ell. Luke es lliura a l'Imperi, i sense èxit intenta convèncer el seu pare perquè deixi el costat fosc. Vader trasllada Luke a l'Estrella de la mort i el presenta davant de l'emperador, que li revela que l'Aliança Rebel caurà en una trampa i que la nova estació espacial està en perfecte estat i funcionament.
A Endor, l'Aliança Rebel entra al búnquer de control del generador d'escut, però immediatament són fets presoners per tropes d'assalt de l'Imperi. Les forces imperials que no comptaven amb els ewoks es van veure involucrats en la batalla d'Endor. Alhora la flota Rebel sorgeix de l'hiperespai per combatre directament contra l'Estrella de la mort i els seus superdestructors.
A l'Estrella de la mort, Vader i Luke s'hi baten en combat. Al mig del combat, Vader llegeix els sentiments de Luke i s'adona que Leia és la seva germana bessona i tempta Luke a què si ell no decideix unir-se al costat fosc, potser ella sí que ho farà. Després d'això, Luke esclata en còlera i ataca Vader tallant-li una mà. L'emperador en veure com Luke fa fluir el seu odi i còlera el tempta que mati el seu pare i ocupi el seu lloc al seu costat. Luke rebutja l'emperador i li diu que ell és un jedi igual com el seu pare en el passat. Veient que Luke no pot ser influït, l'emperador l'ataca aplicant uns raigs de força per assestar-li el cop final, però just abans de morir, Vader intervé atacant l'emperador per llançar-lo per l'eix del reactor. Els raigs de força de l'emperador causen ferides mortals a Vader, la qual cosa danya el seu sistema de respiració. En saber que no hi ha cap esperança per a la seva pròpia supervivència, Vader li demana a Luke que li tregui la seva màscara per poder veure'l amb els seus propis ulls i li diu que tenia raó sobre ell, que li digui a la seva germana que tenia raó. Amb aquelles paraules finals, Anakin Skywalker/Darth Vader mor, complint així la profecia en destruir els sith (matant l'emperador i morint ell mateix).
Les forces rebels aconsegueixen destruir la temuda Estrella de la mort, mentre Luke escapa en una nau on porta amb ell el cos del seu pare. A Endor tots ho festegen en veure la gran explosió de l'estació espacial, mentre Han Solo li diu a Leia que segurament Luke ha escapat d'aquella explosió, i ella contesta que ja ho sabia. Han creu que Leia està enamorada de Luke i li diu que ell no s'hi interposarà, és llavors que Leia li revela a Han que ella i Luke són germans, revelació que alegra Han.
Ja més tard, a Endor, Luke crema les restes del seu pare en una cerimònia privada. Després es poden apreciar els festeigs a Endor (en l'edició especial també es veuen els festeigs a través de la galàxia sencera), per la caiguda de l'Imperi. Amb l'Imperi derrotat Luke s'uneix a Han i a Leia per celebrar a la lluna d'Endor la seva victòria. A l'última escena es veu com Luke veu els esperits de Yoda, Obi Wan Kenobi i el d'Anakin que s'uneix a ells.

## Repartiment
- Mark Hamill com a Luke Skywalker: un any després de l'enfrontament amb Darth Vader a la Ciutat dels núvols, Luke ja ha completat el seu entrenament com a mestre jedi.
- Harrison Ford com a Han Solo: ha estat congelat en forma de placa de carboni per Darth Vader a la ciutat dels núvols i portat com a obsequi a Jabba el Hutt on és rescatat per la princesa Leia, per ser condemnat a mort i ser rescatat novament.
- Carrie Fisher com a Leia Organa: és la princesa d'Alderaan, juntament amb Luke, està a la recerca de Solo. Més endavant en la pel·lícula descobreix que és la seva germana.
- Billy Dee Williams com a Lando Calrissian: després dels esdeveniments de la Ciutat dels núvols en L'Imperi contraataca, s'uneix a l'Aliança Rebel i a la recerca de Han Solo. Serà el pilot del Falcó Mil·lenari durant l'atac contra l'Estrella de la mort.
- Anthony Daniels com a C-3PO: androide de comunicació de Luke amb capacitat d'interaccionar amb més de sis milions de formes de comunicació. Durant l'estada a la lluna d'Endor és considerat un déu pels ewoks, els nadius del satèl·lit.
- Kenny Baker com a R2-D2: androide astromecànic de Luke Skywalker.
- Peter Mayhew com a Chewbacca: amic wookiee inesperable de Solo i copilot del Falcó Mil·lenari.
- David Prowse com a Darth Vader: antagonista de la pel·lícula. Continua amb la seva dèria de perseguir Luke per portar-lo al costat fosc. La seva veu la posa James Earl Jones.
- Ian McDiarmid com a emperador Palpatine: conegut a la pel·lícula com simplement l'Emperador, és el comandant en cap de l'Imperi Galàctic i mestre sith. Coneix els plans de l'Alianaça Rebel per destruir l'Estrella de la mort i vol portar Luke al costat fosc de la Força.
- Alec Guinness com a Obi Wan Kenobi: assassinat per Darth Vader a Una nova esperança, continua apareixent en forma de fantasma per guiar Luke.
- Sebastian Shaw com a Anakin Skywalker: el pare de Luke, Anakin, és el nom de Darth Vader abans de caure al costat fosc, quan encara era un mestre jedi. Hayden Christensen és l'actor que l'interpreta a L'atac dels clons i La venjança dels sith. També realitza el paper d'Anakin a l'última escena en la remasterització de 2004.
- Frank Oz com a Yoda: després de viure durant més de 900 anys, Yoda finalment es prepara per unir-se a la força i confirmar-li a Luke que Vader és el seu pare.

## Producció
Igual que en la pel·lícula anterior, Lucas va finançar personalment El retorn del Jedi. Va demanar a David Lynch, qui va ser nominat als Oscars per The Elephant Man el 1980 per dirigir la pel·lícula, però ho va declinar a favor de Dune. També se li va demanar a David Cronenberg, però també ho va declinar per dirigir Videodrome i La zona morta. Va ser llavors quan Lucas va contractar a Richard Marquand. Alguns informes asseguren que va estar tan involucrat en el rodatge d'El retorn del Jedi que es podria considerar com un segon director o un coordinador. Sembla que va dirigir la major part de la segona unitat de treball personalment perquè el rodatge s'estava allargant massa; aquest és una funció que Lucas ja havia dut a terme en ocasions prèvies quan havia estat produint oficialment una pel·lícula (com per exemple amb: A la recerca de l'arca perduda, L'Imperi contraataca o More American Graffiti). Lucas va admetre que estava molt present durant el rodatge, ja que Marquand no tenia gaire experiència en el món dels efectes espacials. Lucas va elogiar a Marquand per ser una bona persona i saber treballar amb els actors. Marquand va fer notar a Lucas que mantenia una presència notable en la gravació, bromejant que era com dirigir El Rei Lear amb Shakespeare a l'habitació del costat.
El  guió va ser escrit per Lawrence Kasdan i George Lucas (amb aportacions no acreditades de David People i Marquand), i basat en la idea original de Lucas. Kasdan va dir a Lucas que el títol El retorn del Jedi era una mica fluix i Lucas va decidir canviar-lo per Revenge of the Jedi (La venjança del Jedi). El guió no es va finalitzar fins ja ben entrada la pre-producció, i després d'un programa de producció i pressupost que va ser creat per Kazanjian, la qual havia contractat Marquand, un fet una mica inusual per a una pel·lícula. L'equip de producció es va basar en els esborranys de Lucas per tal de començar a treballar amb el departament d'art. Quan va arribar el moment d'escriure formalment el  guió del rodatge: Lucas, Kasdan, Marquand i Kazanjian van passar dues setmanes reunits discutint idees, Kasdan va utilitzar transcripcions de cintes d'aquestes reunions per construir la seqüència de comandaments. La qüestió sobre si Harrison Ford tornaria en aquesta pel·lícula, es va decidir durant la pre-producció. A diferència dels altres actors de la saga, Ford no va signar per realitat les dues altres seqüeles, i A la recerca de l'arca perduda va fer que fos un actor molt més conegut. Ford va suggerir que Han Solo moria a través d'un auto-sacrifici. Kasdan estava d'acord, dient que hauria de ser al principi de la pel·lícula, però Lucas estava vehementment en contra de la idea i ho va rebutjar. Yoda no estava destinat a aparèixer en la pel·lícula, però Marquand estava fortament decidit a tornar a Dagobah per resoldre el dilema plantejat a la pel·lícula anterior. La inclusió forçà a Lucas a afegir una escena on en Yoda confirmava que Darth Vader era el pare de Luke després d'una discussió amb un psicòleg infantil que no volia més joves aficionats al cinema per desestimar l'al·legació de Vader com una mentida. Moltes idees del guió original van ser rebutjades o canviades. Per exemple, en una primera instància, els ewoks havien de ser wookiees, el Falcó Mil·lenari s'utilitzaria per arribar a la lluna d'Endor i Obi-Wan tornaria a la vida des de la seva força espectral a través de la força.
Gary Kurtz, productor de L'Imperi contraataca, afirmà el 2010 que l'èxit continu de les joguines i el marxandatge de Star Wars van fer reconsiderar a George Lucas la idea de matar a Han Solo a la meitat de la pel·lícula durant una batuda en una base imperial. Luke, llavors seria el caminant sol i exhaust com l'heroi d'una pel·lícula de spaghetti Western, però Lucas va optar per fer un final més feliç en contra els èxits del marxandatge.

### Rodatge

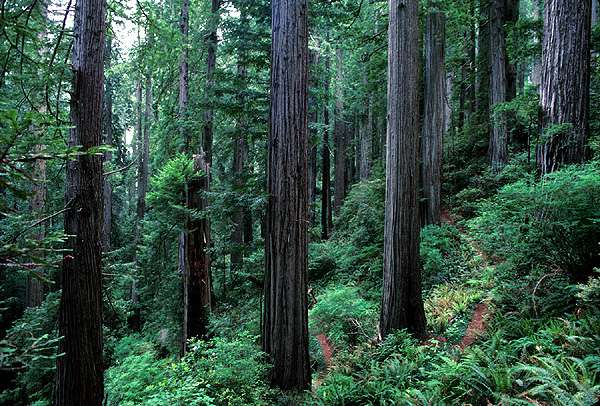
El bosc dens del Parc Nacional de Redwood va ser usat per rodar les escenes de la lluna d'Endor.

El rodatge va començar l'11 de gener de 1982 i va finalitzar el 20 de maig del mateix any, sis setmanes menys del que es va tardar per rodar L'Imperi contraataca. Kazanjian va forçar aquest escurçament del temps de rodatge per permetre que la Industrial Light & Magic (ILM) tingués més temps per treballar en els efectes especials. El pressupost fixat era de 32,5 milions de dòlars, Lucas estava decidit a complir amb l'estipulat i que no tornés a passar el mateix que a L'Imperi contraataca. Kazanjian va estimar que usant l'ILM (propietat absoluta de Lucasfilm) es van poder estalviar aproximadament uns 18 milions de dòlars. No obstant això, el fet que Lucasfilm era una empresa sense sindicat va fer l'adquisició de llocs de rodatge més difícils i cars, tot i que Una nova esperança i L'Imperi contraataca havien estat grans èxits. El projecte se li va donar el títol fals per mantenir el secret de Collita blava amb el lema d'"Horror enllà de la imaginació." Amb aquesta encoberta es pretenia evitar els fans i la premsa, també va evitar l'especulació de preus per proveïdors de serveis.
El títol fals va ser utilitzat en totes les àrees que es va considerar necessària. L'ardit de Collita blava, ideat pel productor Howard Kazanjian, va ser molt meticulós, imprimint el logotip de la pel·lícula fictícia en un ampli rang d'articles de producció fílmica. La façana de Collita blava va aconseguir crear dubtes malgrat donar una pista sobre l'abast del seu veritable propòsit, ja que el logotip de la suposada pel·lícula (amb intenció o sense) utilitzava el distintiu estil de lletres de Star Wars. En particular l'ardit va ser emprat durant la filmació en localitzacions a Yuma (Arizona). La filmació es va dur a terme a les dunes del desert durant el cap de setmana del dia d'acció de gràcies, on es va reunir una multitud reportada de 35.000 entusiastes dels buggy de sorra. Tot i aixecar una tanca amb cadenes, emprar una enorme força de seguretat, i evitar una miríada de preguntes per part de la premsa, al final, aproximadament seixanta fanàtics van descobrir l'ardit i refusar a abandonar l'àrea fins a haver obtingut uns quants autògrafs i fotografies. El nom també va ser adoptat en altres àrees, com ara la samarreta retro que va ser feta per l'empresa Industrial Light & Magic en els anys noranta, un tub de cartró per enviar correu per disfressar els embarcaments dels cartells de La venjança del jedi (el títol original de la pel·lícula), un episodi de la sèrie animada de 1985-1987 Star Wars: Ewoks, i també un popular fanzine. El nom Collita blava és àmpliament conegut pels fanàtics de Star Wars actualment. Recentment, va ser utilitzat com el títol del primer episodi de la sisena temporada d’American Guy: Blue Harvest, en el qual la família Griffin i coneguts representen la història i als personatges de Star Wars episodi IV: Una nova esperança, segons ho recorda Peter Griffin.
La primera etapa de la producció va durar 78 dies a l'Elstree Studios a Anglaterra, on la pel·lícula va ocupar les nou etapes que hi havia. La sessió va començar amb una escena posterior esborrada on els protagonistes acabaven atrapats en una tempesta de sorra en sortir de Tatooine. Aquesta va ser l'única gran escena retallada durant el procés d'edició. En l'escena on Luke lluitava contra la bèstia rancor de Jabba el Hutt, Lucas va intentar imitar l'estil de les pel·lícules de Godzilla de Toho mitjançant l'ús d'un especialista dins del monstre, l'equip de producció va realitzar diferents intents però cap donava un resultat adequat. Finalment van decidir utilitzar un titella. A l'abril, l'equip es va moure al desert de Yuma a Arizona durant dues setmanes per rodar les escenes de Tatooine. L'equip de producció es va moure novament al bosc de sequoies al nord de Califòrnia, prop de Crescent City (Comtat de Del Norte) on durant dues setmanes es van rodar les escenes del bosc d'Endor, finalment l'equip es va moure a San Rafael per rodar la resta d'escenes amb el croma. Una de les dues unitats de postproducció es va rodar en matte en la vall de la Mort. L'altre va ser amb el sistema steadicam usat per rodar el fons del bosc del 15 al 17 de juny, per la persecució d'alta velocitat amb els speeders. L'inventor de l'steadicam, Garrett Brown, va operar personalment aquest rodatge mentre caminava per un camí dins del bosc a menys d'un fotograma per segon. Caminant anava a una velocitat aproximada de 8 km/h i després d'encaixar 24 fotogrames per segon, semblava que es desplacés a una velocitat de 190 km/h.

### Efectes especials
Mentre els efectes especials eren realitzats a tota velocitat per la ILM, l'R+D+I treballava amb l'experiència de les dues pel·lícules anteriors per tenir una pel·lícula concloent a la trilogia en el llistó que tenien fixat. Un factor agreujant va ser la intenció de diversos departaments de la ILM a treballar en una altra pel·lícula o disminuir el personal durant els cicles lents. Tot i això, tan aviat com es va iniciar la producció, tota la companyia va considerar necessari estar funcionant 20 hores al dia durant sis dies a la setmana per tal de complir amb els seus objectius l'1 d'abril de 1983. De les prop de 900 presses d'efectes especials, tots els efectes òptics de VistaVision van romandre a la casa, ja que ILM va ser l'única empresa capaç d'usar el format, mentre que prop de 400 presses amb òptica 4-perf van ser subcontractades per una empresa externa. El seu progrés va estar severament endarrerit quan la ILM va rebutjar uns 30.000 metres de pel·lícula quan les perforacions del carret van fallar en el registre d'imatges i les proves d'estabilitat.

### Canvi de títol de "Venjança" a "Retorn"

Pòster amb el títol Revenge of the Jedi per Drew Struzan.

Durant la campanya d'intriga, la pel·lícula tenia el nom de La venjança del Jedi. El desembre de 1982, Lucas va decidir que el mot "venjança" no era del tot adient, i va decidir tornar a ficar el títol original. Això no obstant, llavors ja hi havia milers de pòsters amb la paraula venjança distribuïts per tot el món. Es pot apreciar que en el pòster els colors dels sabres de llum estan invertits: Luke porta el sabre vermell i en Vader el de color blau. Lucasfilm va aturar la tramesa dels cartells i va vendre les existències que li quedaven (6.800 unitats) al club de fans de Star Wars per 9,5 dòlars. Aquests pòsters avui es poden vendre per 250-500 dòlars, depenent de les condicions en què estiguin. La pel·lícula de la trilogia preqüela La venjança del sith va poder eludir el problema de la semblança dels títols gràcies a aquest canvi.

## Banda sonora
La banda sonora va ser composta i dirigida per John Williams i orquestrada per l'Orquestra Simfònica de Londres. Els crèdits d'orquestra està al nom de Thomas Newman. Els drets d'autor de la versió original de la banda sonora de la pel·lícula els tenia RSO Records als Estats Units. Sony Classical Records va adquirir els drets de la trilogia original el 2004, després d'obtenir els de la segona trilogia. Aquell mateix any, Sony va posar a la venda l'edició antiga de RCA Victor d'El retorn del Jedi juntament amb les dues altres pel·lícules de la trilogia. El set venia amb la nova obra d'art que reflecteix la primera edició en DVD de la pel·lícula. Malgrat la remasterització digital de Sony, que va millorar mínimament el so, aquesta edició només es pot escoltar en equips de so d'alta gamma, aquesta versió del 2004 és essencialment la mateixa que la versió de 1997 de RCA Victor.

## Recepció
L'estrena de la pel·lícula va ser el 25 de maig de 1983. Tot i que en un principia havia de ser el 27 de maig, es va canviar la data perquè coincidís amb el mateix dia de l'estrena la pel·lícula original de 1977. Amb una campanya de màrqueting mundial massiva, l'il·lustrador Tim Reamer va crear la imatge del pòster de la pel·lícula i una altra per a la publicitat. En el moment de la seva estrenar, el film va ser anunciat tant en pòsters com en marxandatge simplement com Star Wars: El reton del Jedi, tot i que en pantalla es va poder veure l'Episodi VI. Va ser posteriorment reestrenada als cinemes el 1985.
El 1997, pel 20è aniversari de l'estrena d'Una nova esperança, Lucas va reeditar les tres pel·lícules de la trilogia sota el nom de The Star Wars Trilogy: Special Edition. El retorn del Jedi va ser reestrenada el 14 de març de 1997 amb un gran nombre de canvis i afegits, entre aquests es troba la incorporació un gran nombre d'alienígenes entre la banda d'en Jabba, la modificació del monstre de Sarlaac per incloure un pic, la substitució de la música del final i el muntatge de diversos mons celebrant la caiguda de l'Imperi. Segons Lucas, El retorn del Jedi requeria menys canvis que les dues altres pel·lícules per què és molt més emotiva. Els canvis han causat controvèrsia entre els fans, ja que alguns creuen que deterioren les pel·lícules.

### Recaptació

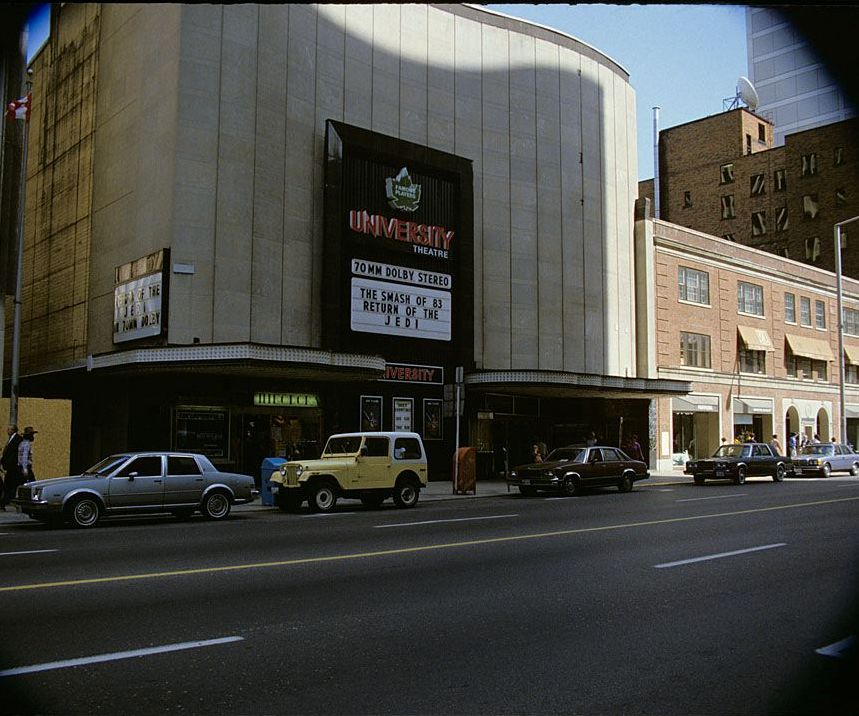
El retorn del Jedi projectat al University Theatre a Toronto, amb la marquesina que diu "The Smash of 83" (El cop del 83).

Tot i l'èxit comercial i la crítica, la pel·lícula no ha ingressat molt més de 475 milions de dòlars en tot el món, El retorn del Jedi ha estat en les dècades posteriors, considerada tant per crítics com per fans una fita lleugerament inferior a les dues pel·lícules predecessores.

### Crítica
A Rotten Tomatoes, el film té una nota del 79%, que és bastant baixa tenint en compte les notes de L'Imperi contraataca (97%) i Una nova esperança (94%), i lleugerament inferior al film final de la preqüela, La venjança dels sith (80%). A Metacritic, va rebre una puntuació del 52% basat en 14 comentaris de premsa de diferents crítics, nota bastant inferior a la de L'Imperi contraataca (78%) basat en 15 opinions.
El 1983, el crític de pel·lícules Roger Ebert li va donar al film una puntuació de quatre estrelles sobre quatre, i James Kendirck de Q Network Film Desk va descriure El retorn del Jedi com «una magnífica experiència». La pel·lícula també va ser presentada el 23 de maig de 1983 a la portada de la revista Time sota el nom de Star Wars III, amb el crític Gerald Clarke dient que si bé no era tan bona i excitant com la primera pel·lícula, sí que era millor que L'Imperi contraataca, film que en l'actualitat és considerada per molts fans la millor de totes. Vincent Canby, qui va elogiar la primera pel·lícula i va desprestigiar la segona, considera que El retorn del Jedi és la pitjor de totes tres. Segons Rotten Tomatoes, Gene Siskel del Chicago Tribune va ser una mica crític amb la reestrenada del 1997 dient: "Falta la humanitat i els personatges plens d'atractiu que il·luminen La guerra de les galàxies". No obstant, Siskel va canviar d'opinió en el programa de televisió Siskel & Ebert en l'estrena de The Star Wars Trilogy: Special Edition, dient: Aquesta és la menys preferida de les tres pel·lícules, però això no és dolent perquè les dues altres simplement són molt bones. Siskel va passar a lloar la seqüència d'obertura de la fossa Sarlaac i la seqüència de la persecució amb aeromotos d'alta velocitat, però manifestant el seu desgrat per les escenes finals que afecten els ewoks. El New York Post's Rex Reed va donar una crítica negativa a la pel·lícula dient que: No anem a pretendre que estem veient art!
Mentre que les escenes d'acció - en particular la seqüència de la batalla de Sarlacc, la persecució amb aeromotos d'alta velocitat a la lluna d'Endor, la batalla espacial entre els rebels i els pilots imperials, i el duel de Luke Skywalker contra Darth Vader - són ben considerats, la batalla terrestre entre els ewoks i els soldats d'assalt segueix sent la poma de la discòrdia. Tant crítics com fans, estan dividits sobre la probabilitat dels ewoks (una espècie petita i molt primitiva armades amb pals i pedres) en poder derrotar un exèrcit de terra armat que comprèn soldats entrenats de l'Imperi. Lucas ha defensat la situació dient que el propòsit dels ewoks consistia a distreure les tropes imperials i que sense ells no es podia guanyar.

### Premis
A la 56a edició dels premis Oscar el 1984, Richard Edlund, Dennis Muren, Ken Ralston i Phil Tippett van rebre l'Oscar als millors efectes visuals. Norman Reynolds, Fred Hole, James L. Schoppe i Michael Ford van ser nominats a la millor direcció artística. Ben Burtt va ser nominat a la millor edició de so. John Williams va ser novament nominat a la millor banda sonora. Burtt, Gary Summers, Randy Thom i Tony Dawe van ser nominats al millor so. En els premis BAFTA, Edlund, Muren, Ralston i Kit West van guanyar en la categoria als millors efectes especials. Tippett i Stuard Freeborn van ser nominats al millor maquillatge i perruqueria. Reynolds va rebre la nominació al millor disseny de producció. Burtt, Dawe i Summers van rebre la nominació al millor so. Williams va ser nominat a Millor àlbum de música original escrita per a una pel·lícula o especial de televisió. La pel·lícula també va rebre el Premi Hugo a la millor representació dramàtica. La pel·lícula va ser nominada per entrar a les llistes Top 100 de l'American Film Institute i Top 100 de l'American Film Institute i AFI's 100 anys... 100 pel·lícules de suspens.
| Premi                     | Categoria                                                                            | Receptor(s)                   | Resultat   |
| ------------------------- | ------------------------------------------------------------------------------------ | ----------------------------- | ---------- |
| Premis Oscar              |                                                                                      |                               |            |
| Millors efectes visuals   | Richard Edlund Dennis Muren Ken Ralston Phil Tippett                                 | Guanyadors                    |            |
| Millor direcció artística | Norman Reynolds Fred Hole James L. Schoppe Michael Ford                              | Nominats                      |            |
| Millor banda sonora       | John Williams                                                                        | Nominat                       |            |
| Millor edició de so       | Ben Burtt                                                                            | Nominat                       |            |
| Millor so                 | Burtt Gary Summers Randy Thom Tony Dawe                                              | Nominats                      |            |
| BAFTA                     | Millors efectes visuals                                                              | Edlund Muren Ralston Kit West | Guanyadors |
| BAFTA                     | Millor maquillatge i perruqueria                                                     | Tippett Stuard Freeborn       | Guanyadors |
| BAFTA                     | Disseny de producció                                                                 | Norman Reynolds               | Nominada   |
| BAFTA                     | Millor so                                                                            | Burtt Dawe Summers            | Nominats   |
| BAFTA                     | Millor àlbum de música original escrita per a una pel·lícula o especial de televisió | John Williams                 | Nominat    |
| Premi Hugo                | Millor representació dramàtica                                                       |                               | Guanyadora |

## Edició domèstica
El film va sortir a la venda tant per a VHS com per a Laserdisc en diverses ocasions entre el 1986 i 1995, seguit per l'alliberament de l'edició especial en els mateixos format el 1997 i el 2000. El 21 de setembre de 2004, sortí a la venda una edició especial de la trilogia original reeditada i remasteritzada amb alguns canvis afegits per George Lucas, el pac venia amb un DVD extra amb material addicional, el qual comptava amb comentaris de: George Lucas, Ben Burtt, Dennis Muren i Carrie Fisher. També incloïa el documental Empire of Dreams: The Story of the Star Wars Trilogy i diversos curtmetratges com The Characters of Star Wars, The Birth of the Lightsaber i The Birth of the Lightsaber. Entre els extres hi ha: anuncis (de cinema, vídeo i televisió), galeries d'imatges i una demo de Star Wars: Battlefront.
Amb el llançament de La venjança dels sith, on es mostren els diferents motius que porten a Anakin Skywalker a anar cap al costat fosc de la força, Lucas va editar un cop més El retorn del Jedi per reforçar la coherència entre la trilogia original amb la trilogia preqüela. En les versions original i especial d'El retorn del Jedi, l'actor britànic Sebastina Shaw és l'encarregat d'interpretar a Anakin quan apareix a l'última escena en forma d'espectre. En la versió per a DVD, Hayden Christensen, qui interpreta Anakin en L'atac dels clons i La venjança del sith, el substitueix. Aquest canvi va rebre un bon nombre de crítiques per part de fans. Les tres pel·lícules de la trilogia van ser novament editades i posades a la venda individualment en format DVD. Aquestes versions originalment van estar a la venda d'entre el 12 de setembre de 2006 i el 31 de desembre del mateix any, no obstant el 4 de novembre de 2008 van ser posades a la venda un cop més.
La versió per a Blu-ray Disc de la saga va ser anunciada pel 2011 durant la cinquena celebració de Star Wars. Diverses escenes eliminades d'El retorn del Jedi van ser incloses, incloent: la tempesta de sorra seguida de la batalla amb el Sarlacc Pit, Moff Jerjerrod amb oficials de l'Estrella de mort en la batalla d'Endor i l'escena on Darth Vader es comunica amb Luke a través de la força, just abans d'infiltrar-se en el palau d'en Jabba. El 6 de gener de 2011, es va anunciar que aquesta nova edició seria posada a la venda el setembre d'aquell mateix any en tres edicions diferents.

## Adaptacions

### Novel·la
La novel·la d'El retorn del Jedi va ser escrita per James Kahn i va sortir a la venda el 12 de maig de 1983, tres dies abans de l'estrena de la pel·lícula. Conté moltes escenes que van ser eliminades en la versió final, així com certes afirmacions que han sigut corregides en la trilogia preqüela. Per exemple, Kahn va escriure que Owen Lars és el germà d'Obi-Wan Kenobi, mentre que a L'atac dels clons es mostra com el germanastre de l'Anakin. Quan Leia és capturada per Jabba, en comptes de dir "estic segura" quan és advertida de la presència de Luke, diu: "Estic segura, però mentrestant, vaig a gaudir plenament del plaer de la seva companyia." A més a més, Jabba en lloc de limitar-se a llepar-se els llavis com es veu en la pel·lícula, a la novel·la també li fa un petó a la boca a la princesa Leia. Més endavant, Obi-Wan reapareix en forma d'esperit per revelar que va ser ell qui va ocultar Luke i Leia del seu pare, el qual no sabia que la seva dona estava embarassada quan la va deixar per convertir-se en Darth Vader. Aquesta idea es contradiu amb La venjança dels sith, ja que Anakin veu clarament que la seva dona està embarassada, tot i que pot pensar que els nens moren juntament amb ella. Una faceta de la història que es va fer més evident en la novel·la és la confusió que va superar a les forces imperials a la mort de Palpatine, qui va deixar de ser el guia de l'Imperi.

### Còmic
Marvel Comics va publicar una adaptació al còmic de l'escriptor Archie Goodwin i els artistes Al Williamson, Carlos Garzón, Tom Palmer i Ron Frenz. L'adaptació va aparèixer a Marvel Super Special # 27 amb portada de Bill Sienkiewicz i com a sèrie limitada de quatre números, reeditant el mateix material i afegint una pàgina il·lustrada pels crèdits dels autors i pin-ups. Posteriorment va ser reeditat en un llibre recopilatori.
No s'ha traduït al català. El Marvel Super Special # 27 va ser publicat per l'editorial catalana Editorial Planeta, només en castellà dins la seva col·lecció Novelas Gráficas Marvel.
Posteriorment va ser reeditat per Dark Horse Comics i novament per Marvel. En castellà va ser reeditat per Norma Editorial i novament per Planeta en diverses edicions.

### Ràdio
L'adaptació radiofònica va ser escrita per Brian Daley amb material addicional aportat per John Whitman i va ser produït i transmès per la National Public Radio el 1996. Les dues altres adaptacions cinematogràfiques de la saga van ser realitzades relativament poc després de la seva estrena cinematogràfica també per la National Public Radio a principis en la dècada de 1980, però la versió d'El retorn del Jedi no va ser emesa fins al 1996. Anthony Daniels va tornar a interpretar a C-3PO, però Mark Hamill i Billy Dee Williams no van reinterpretar a Luke Skywalker i Lando Calrissian respectivament. Van ser substituïts per Joshua Fardon i Arye Gross. John Lithgow va ser l'encarregat de posar veu a Yoda, substituint d'aquesta manera a Frank Oz. Bernard Behrens i Brock Peters van tornar a interpretar a Obi-Wan Kenobi i Darth Vader. L'actor Ed Begley Jr. va ser l'encarregat de posar veu a Boba Fett. Edward Asner va ser l'estrella convidada i només va fer grunyits per interpretar a Jabba el Hutt. Aquesta versió radiofònica va tenir una durada de tres hores.
La producció principal de la sèrie es va completar l'11 de febrer de 1996. Només hores després de celebrar la seva finalització amb l'elenc i l'equip de la sèrie, Daley va morir de càncer de pàncrees. L'espectacle està dedicat a la seva memòria.
El repartiment i equip van registrar un missatge de bons desitjos per Daley, però l'autor mai va tenir l'oportunitat d'escoltar-ho. El missatge s'inclou com a part dels continguts addicionals de l'edició per a col·leccionistes de la trilogia de Star Wars.